# Matussewitsch-Gletscher
Der Matussewitsch-Gletscher (russisch Ледник Матусевича Lednik Matussewitscha) ist ein großer, etwa 80 km langer Gletscher mit einer ausgeprägten, rund 30 km langen Gletscherzunge (69° 5′ S, 157° 15′ O), an der Oates-Küste des ostantarktischen Viktorialands. Er fließt zwischen dem Lasarew-Gebirge und dem nordwestlichen Ende der Wilson Hills und mündet in die Lauritzen Bay.
Das Gebiet wurde erstmals bei der Operation Highjump (1946–1947) von der United States Navy fotografiert. Es folgten Untersuchungen durch die 2. Sowjetische Antarktisexpedition (1956–1958) und die Australian National Antarctic Research Expeditions der Jahre 1959 und 1962. Die Teilnehmer der sowjetischen Expedition benannte ihn nach dem Hydrografen und Geodäten Nikolai Matussewitsch (1879–1950). Die in die Somow-See hineinragende Gletscherzunge wurde vom Forschungsschiff Magga Dan bei der von Phillip Law geleiteten Fahrt im Jahr 1959 im Rahmen der Australian National Antarctic Research Expeditions umfahren. Messungen am 21. Februar ergaben einen Tiefgang der Gletscherzunge von 300 Fathoms bzw. etwas mehr als 548 Metern.